# Ракка (фільм)
«Ракка» (англ. Rakka) — американо-канадський військово-фантастичний короткометражний фільм 2017 року, знятий «Oats Studios»; режисер Нілл Блумкамп. Вийшов «YouTube» і «Steam» 14 червня 2017 року.

## Сюжет
Землю захопили ворожі рептилоїди. Вони змінюють атмосферу на свій лад, знищують культуру та ставлять жорстокі експерименти над людьми. Лише невеликій групі повстанців вдається вижити (серед них і бомбістка), й вони не втрачають надію відвоювати планету.

## Знімались
| Актор                     | Роль      |
| ------------------------- | --------- |
| Сігурні Вівер             | Джаспер   |
| Юджин Ванангва Хумбаньїва | Амір      |
| Карл Поуп                 | Сара      |
| Брендон Оре               | Нош       |
| Джейн Енсті               | бомбістка |